# Социалистическа автономна област Косово
Социалистическа автономна област Косово (на сърбохърватски: Socijalistička Autonomna Pokrajina Kosovo, Социјалистичка Аутономна Покрајина Косово) е съставна част от Социалистическа република Сърбия от 1963 г., както и федерална единица на Социалистическа федеративна република Югославия от 1974 до 1990 г. Столицата ѝ е гр. Прищина.

## История
Косово получава автономен статут през 1945 г., още в началото на комунистическото управление на Югославия, и го запазва (с различен обем от права) до разпада на Югославия.
През годините областта е наричана:
- Автономна област Косово и Метохия – от 1946 до 1974 г.,
- Социалистическа автономна област Косово – от 1974 до 1990 г.,
- Автономна област Косово и Метохия – от 1990 г.

## Население
Според преброяването от 1981 г. Косово има население от 1 548 441 души. Националният състав на Автономната област е следният:
- албанци = 1 226 736 (77,4%)
- сърби = 209 498 (13,2%)
- бошняци (мюсюлмани) = 58 562 (3,7%)
- цигани = 34 126 (2,2%)
- черногорци = 27 028 (1,7%)
- турци = 12 513 (0,8%)
- хървати = 8717 (0,6%)
- югославяни = 2676 (0,2%)
- други = 4584 (0,2%)

Официален език е сърбо-хърватски, а регионален – албански.